# Solos los dos
Solos los dos es una película española de 1968 protagonizada por la actriz y cantante Marisol, junto al torero Sebastián Palomo Linares. Es la quinta de las seis películas en las que Marisol compartió cartel con Isabel Garcés, si bien es efectivamente la última en la que compartieron planos juntas. Además, es la película que cierra la etapa adolescente de Marisol.

## Argumento
Sebastián y Marisol se conocen en la carretera, cuando «compiten» en sus respectivos coches. Desde el primer momento se sienten atraídos, pero se separan. Volverán a coincidir tiempo más tarde en Málaga. Sebastián es torero y le toca torear allí. Allí la vuelve a encontrar en el puerto y poco después se entera por la prensa de que Marisol va a cantar en una fiesta benéfica a la que decide acudir. Desde entonces, ya no se separan y un profundo amor nace entre ellos.
Sin embargo, no tardan en aparecer complicaciones. La profesión de Sebastián sume a Marisol en el temor por su vida, e incapaz de aguantar la presión, no viéndose preparada para ser la novia de un torero, le exige que elija entre los toros y ella. Como él no se decide, ella le abandona. Sabrá por la televisión tiempo después que Sebastián ha sufrido una terrible cogida y que se debate entre la vida y la muerte…

## Temas musicales
- Mi carretera
- Dos unidos
- Yo no quiero ser torero
- La nieve y yo
- Tic Tac

Todos los temas musicales, así como la banda sonora, están compuestos por el dúo Juan & Junior

## Curiosidades
- Última película de Marisol en el cual el personaje que ella encarna se llama igual que ella, Marisol (en esta película, su apellido es Collado).